# Thomas Richter (Altorientalist)
Thomas Richter (geb. 1965) ist ein deutscher Altorientalist und außerplanmäßiger Professor an der Universität Frankfurt am Main.
Richter studierte 1984–1992 Altorientalistik, Vorderasiatische Archäologie und Semitistik in Heidelberg und Berlin. Im Anschluss war er an der Universität Würzburg als Wissenschaftlicher Mitarbeiter beschäftigt, während er an seiner Dissertation zu den lokalen Panthea in Süd- und Mittelbabylonien in altbabylonischer Zeit arbeitete, die 1993 in Berlin angenommen wurde. Seit 1998 ist er an der Goethe-Universität in Frankfurt beschäftigt, wo er zunächst Wissenschaftlicher Assistent und dann Akademischer Rat wurde. 2007 habilitierte er sich dort mit Vorarbeiten zu einem hurritischen Namenbuch.
Internationale Bekanntheit erlangte Richter vor allem durch sein Wirken als Epigraphist der Ausgrabungen in Qatna und Tell Chuera.

## Schriften (Auswahl)
- Untersuchungen zu den lokalen Panthea Süd- und Mittelbabyloniens in altbabylonischer Zeit (= Alter Orient und Altes Testament. Band 259). Münster 1999.
- mit Sarah Lange: Das Archiv des Idadda. Die Keilschrifttexte aus den deutsch-syrischen Ausgrabungen 2001–2003 im Königspalast von Qaṭna (= Qatna-Studien. Band 3). Harrassowitz, Wiesbaden 2012, ISBN 978-3-447-06709-6.
- Bibliographisches Glossar des Hurritischen. Harrassowitz, Wiesbaden 2013, ISBN 978-3-447-06805-5.
- Vorarbeiten zu einem hurritischen Namenbuch. Erster Teil: Personennamen altbabylonischer Überlieferung vom Mittleren Euphrat und aus dem nördlichen Mesopotamien. Harrassowitz, Wiesbaden 2015, ISBN 978-3-447-10373-2.